# Пиццетти, Ильдебрандо
Ильдебра́ндо Пицце́тти (итал. Ildebrando Pizzetti; 20 сентября 1880[…], Парма, Эмилия-Романья — 13 февраля 1968[…], Рим) ― итальянский композитор, дирижёр и музыкальный критик.

## Биография
Родился в семье пианиста Одоардо Пиццетти, от которого и получил первые уроки музыки. С 1884 вместе с семьёй жил в Реджо-нель-Эмилия, а в 1895 поступил в Пармскую консерваторию, где обучался у Телесфоро Риги (гармония и контрапункт) и Джованни Тебальдини (композиция). Тебальдини пробудил в нём интерес к старинной итальянской музыке, повлиявшей в дальнейшем на развитие композиторского стиля Пиццетти.
Окончив консерваторию в 1901, Пиццетти работает помощником дирижёра в Пармском королевском театре, вынашивает планы создать крупное сценическое произведение, однако собственные эскизы будущих опер его не устраивают. В 1905 он знакомится с поэтом Габриеле д’Аннунцио и пишет музыку к нескольким театральным постановкам по его произведениям. С 1907 Пиццетти преподавал в Парме и Флоренции, позднее начал выступать в печати как музыкальный критик (в том числе в знаменитом журнале «La voce»). В 1909 д’Аннунцио предлагает композитору либретто оперы «Федра», созданное им по древнегреческим трагедиям. Пиццетти писал оперу три года, а поставлена она была лишь в 1915, но имела большой успех. В 1917—1923 гг. Пиццетти стоял во главе Флорентийской консерватории.
Консервативные творческие взгляды Пиццетти не позволили ему стать полноценным участником европейской музыкальной жизни в 1910―1920-е годы: он не принял музыки балета «Весна священная», отказался от участия в издании авангардного музыкального журнала «Dissonanza», а его членство в 1917―1919 в основанном Альфредо Казеллой «Итальянском обществе современной музыки» было во многом символическим.
С 1924 Пиццетти занимал пост директора Миланской консерватории, в 1936 перебрался в Рим, где до 1958 вёл курс композиции в Академии Санта-Чечилия. В это время он часто выступает как дирижёр в Европе и за океаном, продолжает писать критические статьи и книги. Его произведения исполнялись достаточно редко, однако он продолжал сочинять практически до последних лет жизни.

## Творчество
В композиторском наследии Пиццетти значительное место занимают оперы. Не считая неоконченных, композитор написал их двенадцать (в основном, на античные и средневековые сюжеты). Многие из них были поставлены в театре «Ла Скала» и имели успех. Оперная драматургия Пиццетти основана на свободном динамическом развитии вне рамок замкнутых форм. Влияние музыки XV―XVII веков, и в частности, Монтеверди, заметно в хоровых сценах, в которых Пиццетти использовал формы мадригала и мелодии григорианских хоралов. В сольных вокальных партиях композитор уделял большое внимание подбору текста, тесно связывая его с музыкальной интонацией, поэтому значительное место в его операх занимает декламация.
Пиццетти также принадлежит ряд оркестровых и камерных сочинений (в том числе Симфония, скрипичные и виолончельные сонаты и концерты, два струнных квартета, фортепианное трио), песни и романсы для голоса с фортепиано, кантаты и сочинения для хора без сопровождения.